# 윤동주문학관
윤동주문학관(尹東柱文學館)은 서울특별시 종로구에 있는 시인 윤동주를 기리는 문학관이다. 종로문화재단이 운영하고 있으며 폐기된 상수도 가압장을 리모델링하여 만들었다. 2012년 7월 25일 개관하였다.

## 배경
윤동주는 연희전문에 재학하던 시절 기숙사에 들어갔다가 1941년 5월 벗이자 후배인 정병욱과 함께 기숙사를 나와 종로구 누상동 9번지의 소설가 김송 집에서 하숙하였다. 후일 국문학자가 된 정병욱은 윤동주로부터 증정받은 자필 시집 《하늘과 바람과 별과 시》의 원고를 보존하여 해방 후 출간하였으며 누상동 하숙 시절을 추억하며 동주 시의 여러 명편들이 이곳에서 씌어졌음을 증언하였다. 종로구는 윤동주가 잠시 거처하였던 인연을 살려 문학관을 건립하기로 하였다.
윤동주 문학관이 들어선 곳은 원래 청운아파트를 위한 상수도 가압장이었다. 청운아파트는 서울 도시 개발 계획의 일환으로 지어진 아파트 단지로, 1969년 서울로 몰려드는 사람들의 주택난 해소를 위해 11동 557가구 규모로 지어졌다. 1995년부터 아파트의 구조가 안전하지 않다는 진단이 있었고, 재건축을 시도하였다가 포기하여 철거하기로 하였다. 아파트를 철거한 자리에는 청운공원이 들어서게 되었다. 청운아파트는 2005년 9월 완전 철거되었고 공원 조성 사업이 진행되었다. 청운공원 조성은 서울의 낙산공원을 비롯해 총 8개 지구 63개동의 아파트 철거 및 녹지 환원 작업의 일환으로 진행된 사업으로, 이로서 군사보호구역으로 지정되어 철거만 된 도봉시민아파트를 제외하곤 모두 공원화가 완료되었다.
청운공원의 조성 후에도 가압장은 그대로 방치되었다가 리모델링을 통해 윤동주문학관이 지어지게 되었다.

## 건축
| “ | 산모퉁이를 돌아 논가 외딴 우물로 홀로 찾아가선 그 안을 가만히 들여다봅니다. 우물 속에는 달이 밝고 구름이 흐르고 하늘이 펼치고 파아란 바람이 불고 가을이 있습니다. 그리고 한 사나이가 있습니다. 어쩐지 그 사나이가 미워져 돌아갑니다. | ” |
|   | — 윤동주, 자화상(自畵像) |   |

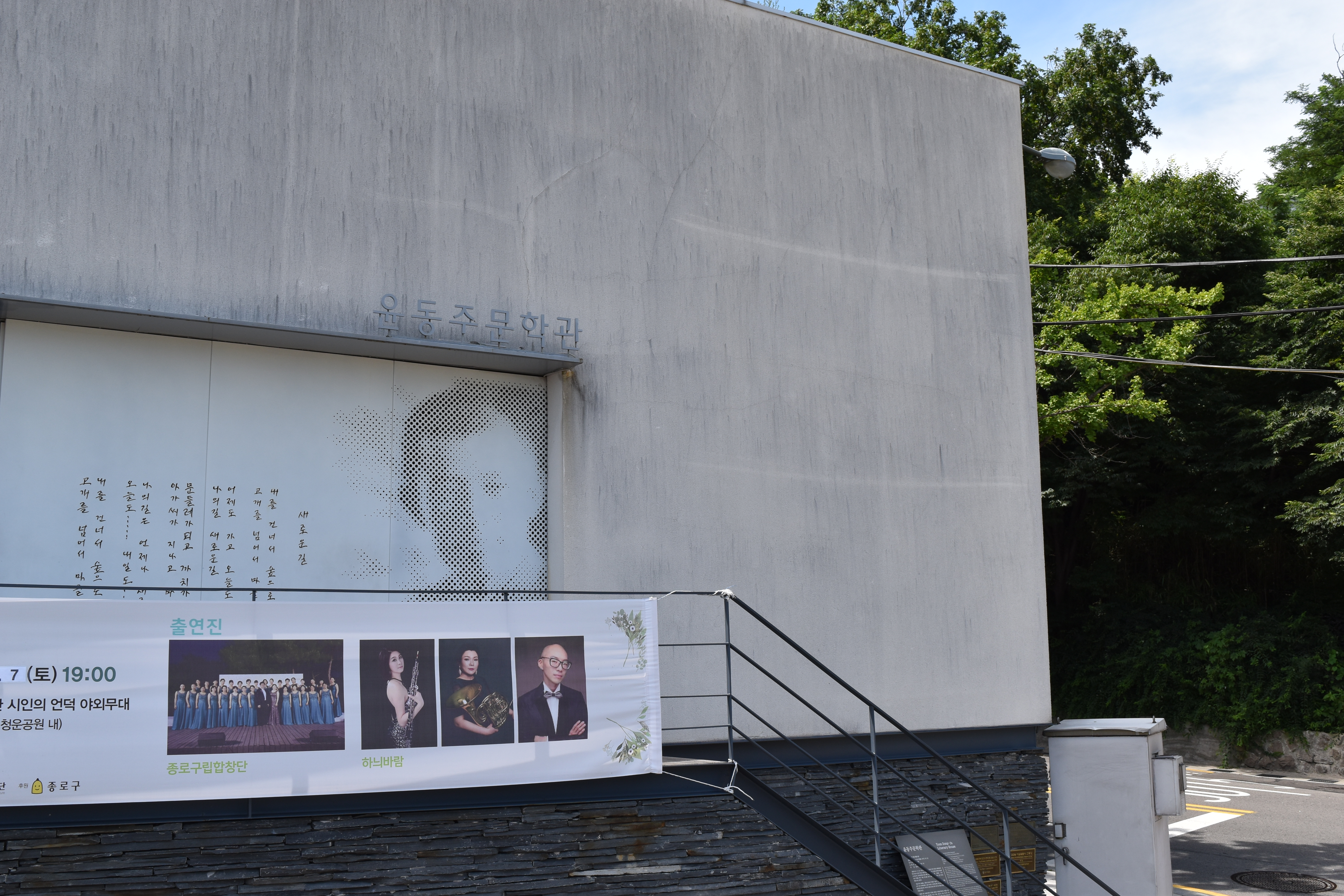
문학관 입구
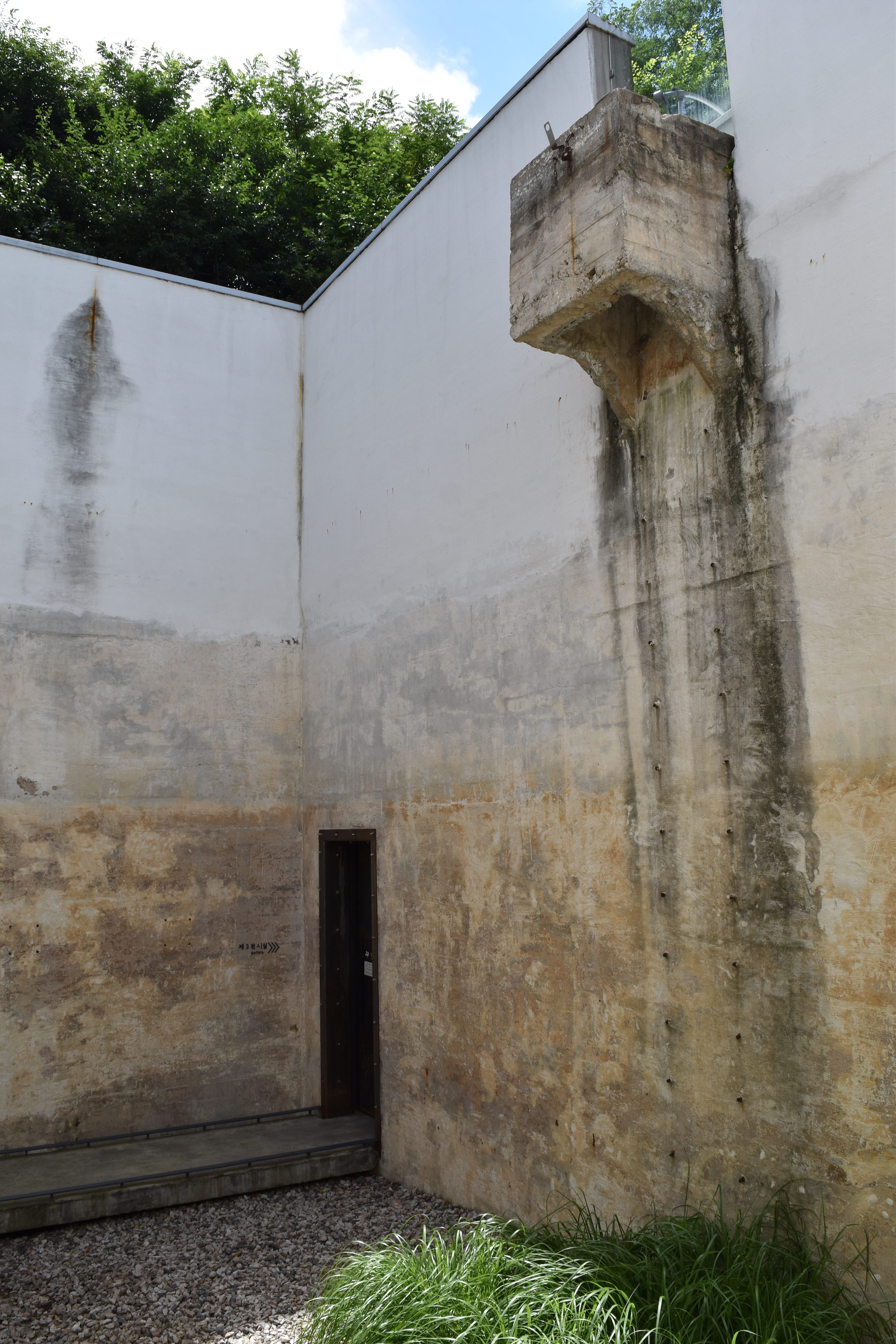
열린우물 내부
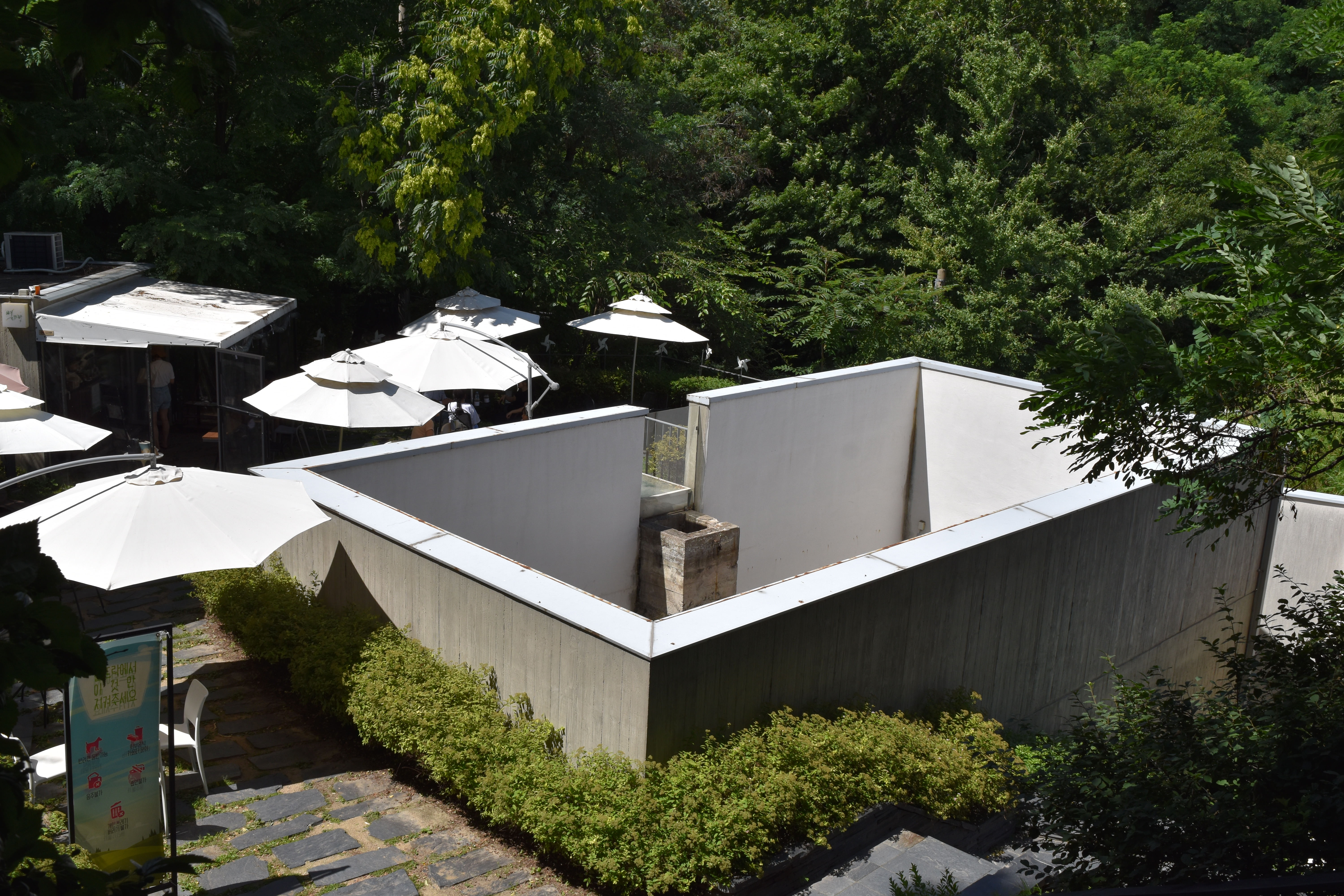
열린우물 외부

윤동주문학관은 가압장의 원형을 되도록 그대로 살리면서 윤동주의 주요 시어인 "우물"을 주제로 리모델링하였다. 문학관은 윤동주 시인의 친필원고와 사진이 전시된 시인채, 가압장 물탱크를 활용한 열린우물과 닫힌우물로 구성되어 있으며, 열린우물은 아무런 설비 없이 우물 안에서 하늘을 바라보는 느낌을 주고 닫힌우물은 윤동주 시인의 생애를 다루는 동영상을 상영한다.
리모델링 설계는 아뜰리에 리옹 서울의 이소진이 진행하였고, 기존의 풍경을 존중하여 주어진 여건의 잠재성을 살리는 것을 주안점으로 삼았다. 대지 면적은 1,104.1 m2, 건물 면적은 173.85 m2로 문학관으로서는 매우 작은 크기이다. 특히 35년간 가압장으로 사용되면서 물이 채워졌다 비워지기를 반복하면서 남은 물자국을 살려 시인의 삶에 비유하였다. 펌프가 있던 기계실은 제1전시관 시인채로, 두개의 콘크리트조 물탱크는 하나는 천정을 열어 제2전시실 열린우물로, 다른 하나는 그대로 두어 제3전시실 닫힌우물로 개조하였다.

### 수상
윤동주문학관은 공공건축 재사용의 훌륭한 모범사례로 꼽히며 여러 건축관련 상을 수상하였다.
- 2012년 대한민국 공공건축상 국무총리상
- 한국의 현대 건축 베스트 20
- 2014년 서울시 건축상 대상
- 2015년 국가보훈처 현충시설 지정

## 전시
윤동주문학관의 전시물은 다음과 같다.
- 시인채: 친필 원고, 생애 사진, 서명 등 영인본 총 133점
- 열린우물: 천정을 해체한 가압장 물탱크를 원형 그대로 보전
- 닫힌우물: 윤동주의 시와 생애를 소개하는 영상 상영
- 시인의 언덕: 계단을 통해 청운공원과 서울 성곽까지 연결되는 자리에 서울을 조망할 수 있는 공간을 마련하고 시비를 세웠다.[15]

## 같이 보기
- 윤동주
- 청운공원